# エルズワース・ケリー
エルズワース・ケリー（Ellsworth Kelly、1923年5月31日 - 2015年12月27日）は、20世紀〜21世紀のアメリカの画家。
ケリーは1923年ニューヨーク州ニューバーグにて、保険会社の幹部をしていた父と元学校教師の母のもとに三兄弟の次男として生まれた。彼が生まれてすぐの頃に一家はニュージャージー州に引っ越し、以後も同州内で毎年引っ越しを繰り返した。彼は10代まで若干吃音気味だったと語っている。
第二次世界大戦中はゴースト・アーミーの隊員として戦術的欺瞞作戦の展開に携わる。戦後はボストン・ミュージアム・スクールに学んだ。その後、1948年から6年間はフランスに滞在し、ハンス・アルプ、ブランクーシらの影響を受け、コラージュやレリーフの作品を制作していた。
1954年アメリカへ戻り、1956年、ニューヨークのパーソンズ画廊で初の個展を開催した。1963年のカッセルのドクメンタ、1966年のヴェネツィア・ビエンナーレにも出品している。
第二次大戦後の抽象表現主義の作家のなかで、いわゆる「ハード・エッジ」（色面の輪郭が目立つ作風）の代表的な作家と見なされる。くっきりとした幾何学的形態の色面、色相対比を意識した色の組み合わせ、変形キャンヴァスの使用などにより、形態と色彩という絵画の根本的要素のもたらす視覚的効果を追求している。彫刻作品もある。
2015年12月27日死去。92歳没。

## 代表作

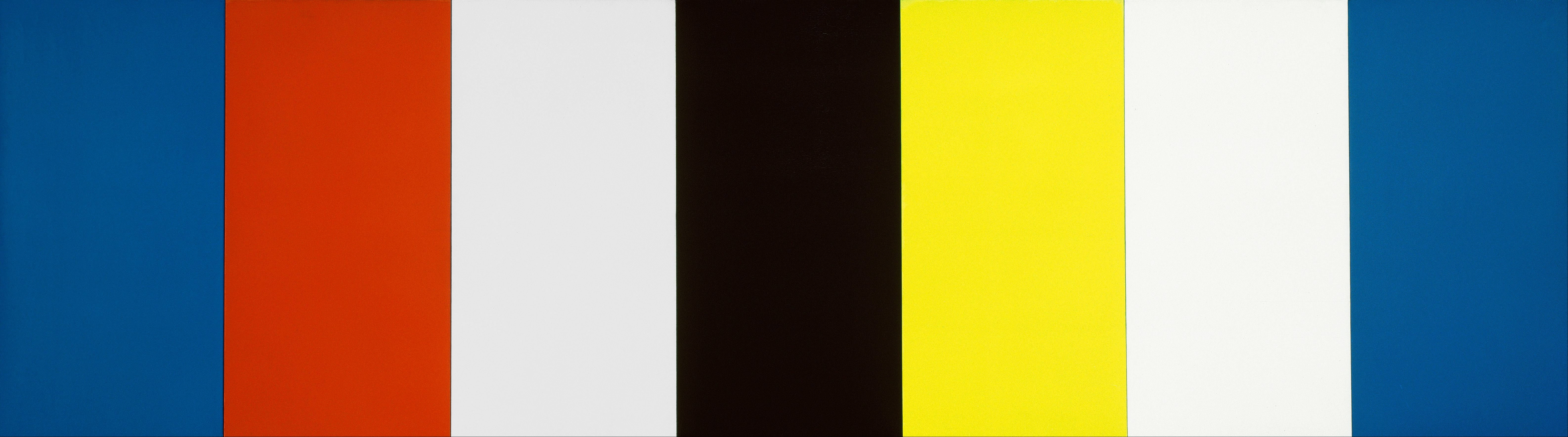
赤･黄･青･白･黒（1953年、キャンバスに油彩、シカゴ美術館蔵）

- 青・緑・赤（1962-63）（メトロポリタン美術館）
- 緑・青・赤（1964）（ニューヨーク、ホイットニー美術館）